# Rohozná, Svitavy
Rohozná là một làng thuộc huyện Svitavy, vùng Pardubický, Cộng hòa Séc.